# Macerata (tỉnh)
Tỉnh Macerata (Tiếng Ý: Provincia di Macerata) là một tỉnh ở vùng Marche của Ý. Tỉnh lỵ là thành phố Macerata.
Tỉnh này có diện tích 2.774 km² và tổng dân số là 301.701 (2001). Có 57 đô thị (tiếng Ý: comuni) ở trong tỉnh này  Lưu trữ ngày 7 tháng 8 năm 2007 tại Wayback Machine, xem Các đô thị củaTỉnh Macerata.